# Robert Freitag

Robert Freitag, Promotionsfoto Werbefilm: Im Cockpit der Swissair für Swissair Jack Metzger, Comet Photo, Bildarchiv ETH-Bibliothek, 1959

Robert Freitag (* 7. April 1916 in Wien; † 8. Juli 2010 in München; eigentlich Robert Peter Freytag) war ein Schweizer Theater- und Filmschauspieler sowie Regisseur.

## Leben
Robert Freitag wurde als Sohn des Schweizer Opernsängers Otto Freitag geboren. Seine schauspielerische Ausbildung erhielt er am Wiener Reinhardt-Seminar. 1940 leistete er Militärdienst in der Schweiz. Ab 1941 war er als Schauspieler am Schauspielhaus Zürich tätig. 1945 heiratete er die deutsche Schauspielerin Maria Becker, die in Wien Schauspiel studiert hatte und die schon seit 1938 am selben Haus engagiert war, das während des Zweiten Weltkriegs als Emigrantentheater einen Höhepunkt erlebte. Die Emigrantin Becker wurde durch die Heirat mit Freitag Schweizerin.
Ab 1949 nahm Freitag an den Salzburger Festspielen teil. Später spielte er unter anderem am Deutschen Schauspielhaus und an den Kammerspielen in Hamburg. Mit Maria Becker und dem deutschen Theaterschauspieler Will Quadflieg gründete Freitag 1956 in Zürich das Tourneetheater Die Schauspieltruppe Zürich (auch Zürcher Schauspieltruppe), bei der er teils auch Regie führte und mit der er auf zahlreichen Tourneen im gesamten deutschsprachigen Raum und in den USA auftrat.
Auf der Bühne war Robert Freitag in einer Vielzahl klassischer und moderner Rollen zu sehen. Ab 1941 spielte er auch im Film, wie unter anderem in seiner Paraderolle als Wilhelm Tell, später zudem oft im Fernsehen. Seine Ehe mit Maria Becker wurde nach 19 Jahren geschieden; beide arbeiteten jedoch nach der Scheidung weiterhin zusammen und traten bis in die 1990er-Jahre gemeinsam auf, vor allem in Inszenierungen des von ihnen gegründeten Wanderensembles, der Schauspieltruppe Zürich. Aus der Ehe gingen drei Söhne hervor, der 1946 geborene Christoph Freitag († 1966 durch Suizid), der 1947 geborene Oliver Tobias Freitag und der 1952 geborene Benedict Freitag. Der Zweit- und der Drittgeborene wurden ebenfalls Schauspieler.
1994 erschien im Zürcher Pendo Verlag Robert Freitags Autobiografie unter dem Titel Es wollt mir behagen, mit Lachen die Wahrheit zu sagen. Noch im hohen Alter hatte er 2001 eine Rolle in dem Fernsehfilm Die Liebenden vom Alexanderplatz unter der Regie von Detlef Rönfeldt.
Freitag war in zweiter Ehe ab 1966 mit der deutschen Schauspielerin Maria Sebaldt verheiratet, mit der er in Grünwald bei München lebte. Aus der Ehe ging eine Tochter hervor.
Seine Grabstätte befindet sich auf dem Waldfriedhof Grünwald.

## Filmografie (Auswahl)
- 1941: Liebe ist zollfrei
- 1941: Bider der Flieger (Titelrolle)
- 1943: Wilder Urlaub
- 1948: Die Frau am Weg
- 1950: Es liegt was in der Luft
- 1951: Entscheidung vor Morgengrauen (Decision Before Dawn)
- 1953: Das Dorf unterm Himmel
- 1954: Conchita und der Ingenieur
- 1954: Rummelplatz der Liebe
- 1954: Der schweigende Engel
- 1954: Eine Frau von heute
- 1955: Ich weiß, wofür ich lebe
- 1955: Flucht in die Dolomiten
- 1955: Der 20. Juli
- 1955: Frauen um Richard Wagner
- 1955: Wenn der Vater mit dem Sohne
- 1956: Heiße Ernte
- 1956: Der Meineidbauer
- 1956: Von der Liebe besiegt
- 1957: Die große Chance
- 1958: Auferstehung
- 1960: Wilhelm Tell
- 1961: Das letzte Kapitel
- 1963: Der Fall Sacco und Vanzetti (TV-Dokudrama)
- 1963: Gesprengte Ketten
- 1964: In der Sache I Robert Oppenheimer (Fernseh-Dokuspiel; als Sprecher)
- 1965: Gewagtes Spiel: Mann über Bord
- 1969: Nur der Freiheit gehört unser Leben (TV)
- 1972: Der Kommissar: Blinde Spiele
- 1973: Ein Fall für Männdli: Das Plagiat
- 1976: Nea – Ein Mädchen entdeckt die Liebe (Néa)
- 1978: Tatort: Rot – rot – tot
- 1981: Euch darf ich’s wohl gestehen
- 1985: Wildgänse 2 (Wild Geese II)
- 1993: Donauprinzessin (TV-Serie)
- 2001: Die Liebenden vom Alexanderplatz

## Hörspiele
- 1954: Leonhard Frank: Die Ursache (Dr. Wiener) – Regie: Walter Ohm (Hörspiel – BR)

## Publikationen (Auswahl)
- Es wollt mir behagen, mit Lachen die Wahrheit zu sagen. Pendo Verlag, Zürich 1994, ISBN 3-85842-280-0. (Autobiografie)
- Die Schauspieltruppe Zürich. Die Schauspieltruppe (Selbstverlag), Zürich 1968. (Mit: Maria Becker)
- Die Schauspieltruppe Will Quadflieg, Maria Becker, Robert Freitag zeigt: Penthesilea. Trauerspiel von Heinrich von Kleist. Uraufführung der ursprünglichen vom Dichter diktierten und eigenhändig verbesserten Fassung des Werkes. Die Schauspieltruppe (Selbstverlag), Zürich 1962. (Mit: Will Quadflieg, Maria Becker)